# پونوک
پونوک جماعت و شهرکی با ۶٬۱۶۷ نفر جمعیت در ناحیهٔ اشت ولایت سغد است که در شمال غربی تاجیکستان قرار دارد.